# Syfon (anatomia mszyc)

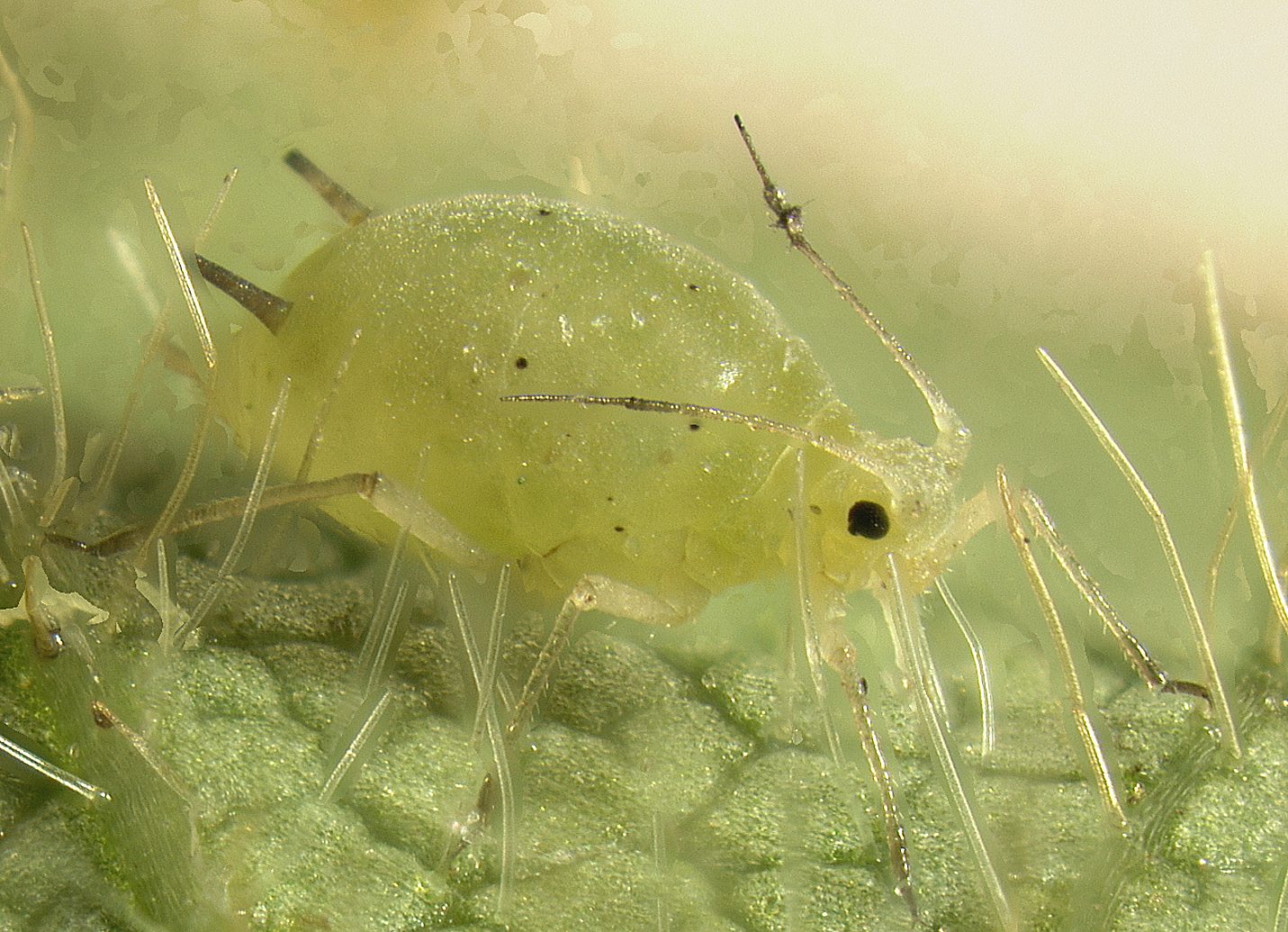
Mszyca sojowa (Aphis glycines) z wyraźnie widocznymi syfonami na odwłoku.

Syfon (łac. siphuncula, l. mn. siphunculi) – narząd obecny na odwłoku niektórych mszyc.

## Opis
Syfony to parzyste narządy położone na granicy piątego i szóstego, bądź rzadziej na piątym lub szóstym tergicie odwłoka. Mogą mieć różny kształt, długość, rodzaj otworu i urzeźbienie. Mikrorzeźba syfonu może być siateczkowata, ziarnista, łuskowata lub może on być gładki. Otwór syfonu opatrzony jest zamykanym wieczkiem i położony wierzchołkowo (apiklanie) lub rzadziej subapikalnie. Może on być otoczony mniej lub więcej wyraźną rozetką.

## Funkcja

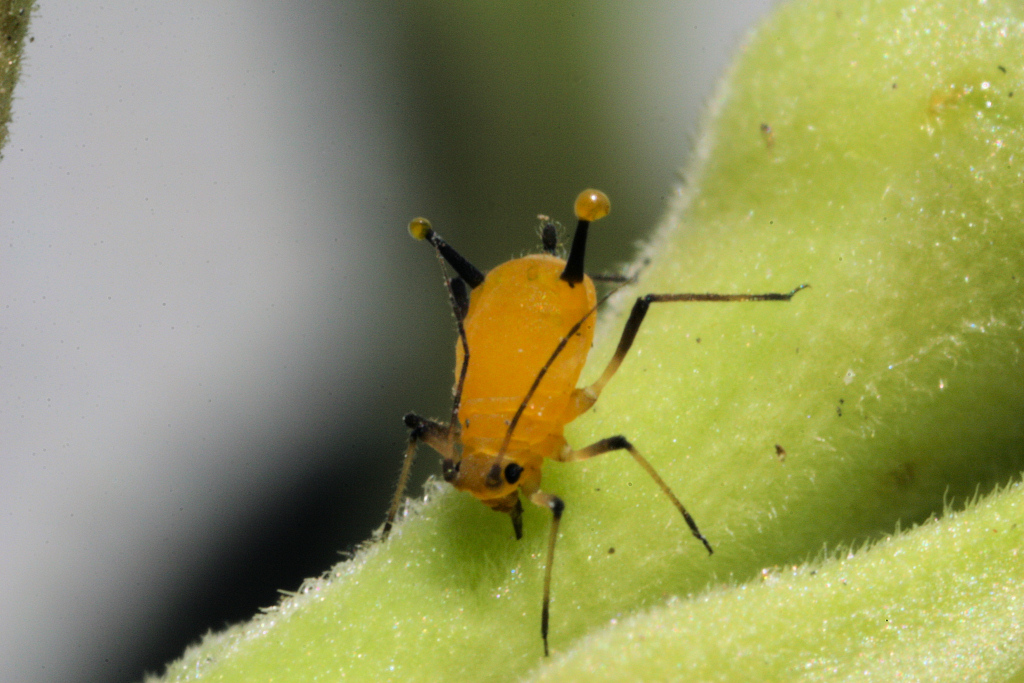

Syfony występują wyłącznie u mszyc żyworodnych. Pełnią funkcję ochronną. W chwili ataku z syfonów wypływają krople feromonu alarmowego, który ostrzega całą kolonię o niebezpieczeństwie. Mają istotne znaczenie diagnostyczne.